# Karen Movsziszian
Karen Movsziszian ( em armênio : Կարեն Մովսիսյան, nascido em 6 de janeiro de 1963)  um grande mestre de xadrez armênio (1994). Ele jogou pela Alemanha de 1993 a 1997 e mora na Espanha. Ele venceu o Campeonato Armênio de Xadrez em 1981, o Campeonato Europeu Sênior de Xadrez (50+) em 2017  e o Campeonato Mundial Sênior de Xadrez (50+) em 2018.

## Principais conquistas
- XXII TORNEO OPEN INTERNACIONAL "VILLA DE BENASQUE"  (2002)[3]
- Sant Boi de Llobregat Open (2007)[4]
- V Ciudad de Zaragoza (2009)[5]
- Vallfogona de Balaguer Open (2014)[6]
- Vallfogona de Balaguer Open (2015)[7]
- Sitges Open (2016)[8]
- La Pobla de Lillet Open (2016) [9]
- 10th Capo d'Orso International ACP Open (2018)[10]
- 28th World Senior Chess Championship 2018 Open 50+[11]

- II TORNEIG INTERNACIONAL D'ESCACS ACTIUS DE BAGÀ "CAL BATISTA" (2023)[12]